# Écréhous
De Écréhous (of Les Écréhous; in Jèrriais: Êcrého) is een groep eilanden en rotsen 10 km ten noordoosten van Jersey (12 km van Frankrijk). Zij zijn deel van het baljuwschap van Jersey en behoren bij de gemeente St. Martin.
De meest belangwekkende eilanden zijn:
- Maîtr'Île
- La Marmotchiéthe ('La Marmotière' in de verfranste vorm)
- Lé Bliantch'Île (La Blanche Île in de verfranste vorm);

andere zijn: 
- Les D'mies
- La Grand' Naithe
- L'Êtchièrviéthe
- Lé Fou
- La Froutchie

Veel van deze eilanden staan bij vloed onder het zeeoppervlak. Veel zijn onbewoonbaar; op sommige staan vissershutten. Er zijn geen permanente bewoners op de eilanden en er is geen zoet water aanwezig. Vanwege de erosie zijn deze eilanden kleiner dan vroeger.
De naam 'Ecréhous' komt uit het Oud Noors. '-hou|Hou', de toponiem, komt ook voor in de namen Jethou, Lihou, Brecqhou, Burhou en andere eilandjes. Het komt van holm, dat eiland betekent. Het eerste gedeelte de naam lijkt afkomstig te zijn van het Noorse woord sker, wat rif betekent. De Ecréhous zijn geologisch deel van de eilanden Les Dirouilles (ten westen) en Les Pierres de Lecq (Engels: the Paternosters) (nog verder ten westen).

## Geschiedenis
Deze eilandengroep werd samen met andere Kanaaleilanden en het schiereiland Cotentin geannexeerd door Willem Langzwaard in 933 en toegevoegd aan het hertogdom Normandië. Nadat Willem de Veroveraar Engeland veroverd had in 1066 bleven de eilanden behoren bij Normandië totdat in 1204 koning Filips II van Frankrijk Normandië veroverde. In 1259 erkende Hendrik III de zeggenschap van de Franse koning over de Kanaaleilanden. In 1360 zag Eduard III in de Vrede van Brétigny af van zijn aanspraak op de Franse Kroon en Normandië, maar legde wel een claim op de Kanaaleilanden.
Op het moment worden de eilanden alleen bij uitzondering bewoond door vakantiegangers en vissers. In het verleden was er sprake van permanente bewoning omdat er toen meer vegetatie aanwezig was. Op La Maître Ile (Maîtr'Île) zijn de ruïnes te vinden van een oude kapel of klooster. De Écréhous werden gebruikt door smokkelaars.
Lange tijd leefden er twee excentriekelingen op de Ecréhous. Zij riepen zichzelf uit tot De Koning van de Ecréhous en eisten het bezit van de eilanden op. Philippe Pinel leefde op Bliantch'Île vanaf 1848 tot 1898 en wisselde geschenken uit met koningin Victoria. Tussen 1960 en 1980 woonde Alphonse Le Gastelois daar omdat hij een toevlucht zocht voor de ongefundeerde beschuldiging dat hij het Beest van Jersey was (een beruchte kinderverkrachter die later werd gepakt en dus Le Gastelois vrijpleitte).
In 1993 en in 1994 landden Fransen uit Normandië op de Ecréhous en plantten de Franse vlag, op min of meer ludieke wijze. De reden was zowel een protest tegen de visserijbeperkingen van de Kanaaleilanden en omdat ze meenden dat deze eilanden onderdeel van Frankrijk waren. De invasie van 1994 werd goed in de gaten gehouden door de politie van Jersey. Ten slotte gebruikten de Fransen hun lunch op het eiland voordat ze weer naar huis gingen. Een priester die deel uitmaakte van de expeditie gaf een mis op het eiland in het verlaten klooster. Hij legde met zeewier de omtrek van de kerk en het altaar.
In de 19de en 20ste eeuw werd een aantal maal de soevereiniteit van de eilanden benadrukt met vlaggen en boeien. De Britse regering liet toen aan aantal maal aan de Franse regering blijken dat ze deze eigendomskwestie wilden uitpraten.
In 1950 vroegen het Verenigd Koninkrijk en Frankrijk een uitspraak van het Internationale Gerechtshof waarin bepaald werd bij welk land de Minquiers en de Écréhous behoorden.
De argumenten die meespeelden waren dat de Fransen in de zee rondom de eilanden visten terwijl Jersey bestuurlijke verantwoordelijkheden had voor de eilandengroep. Het hof overwoog de argumenten en besloot op 17 november 1953 de eilanden toe te wijzen aan Jersey.

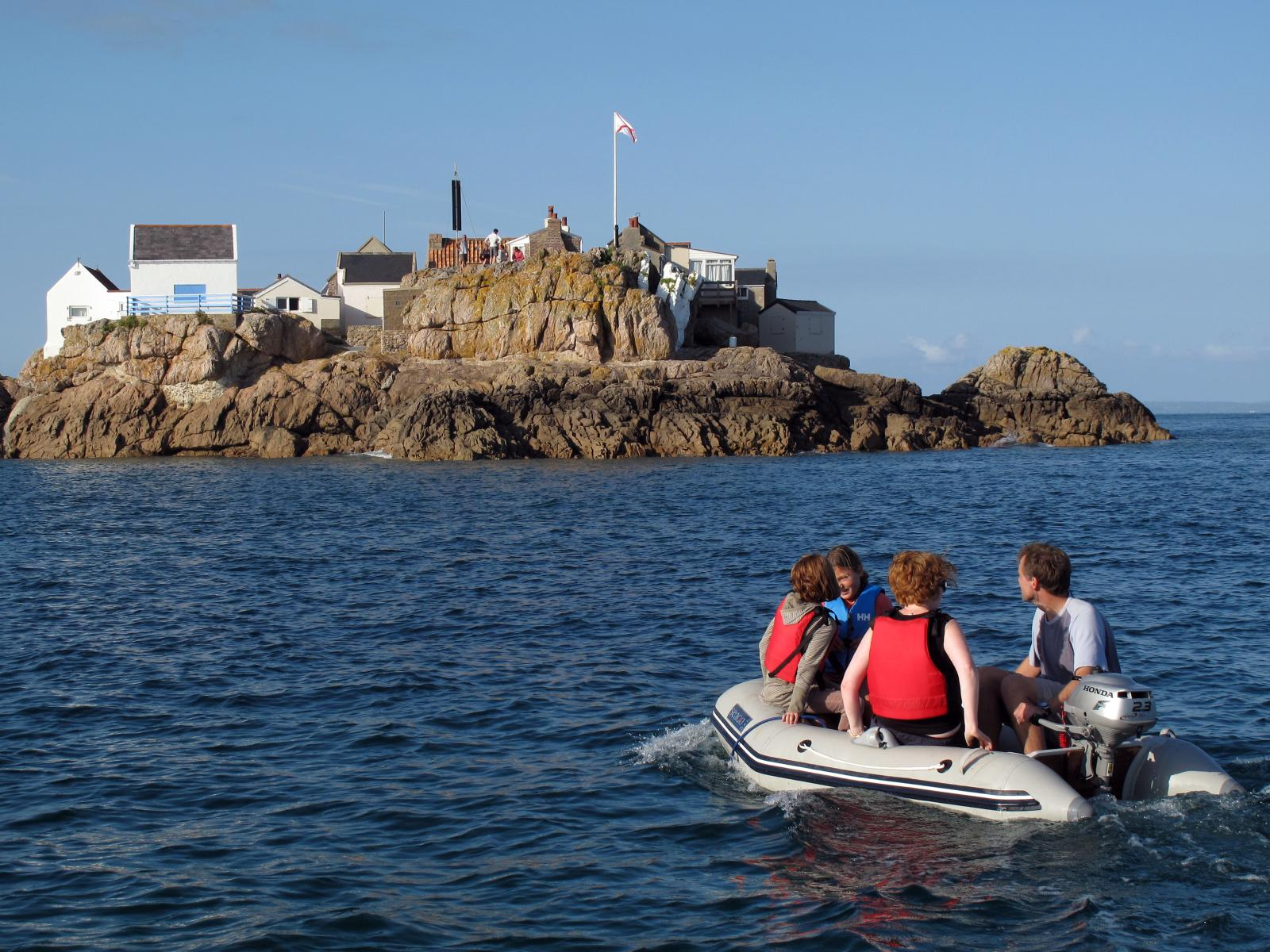
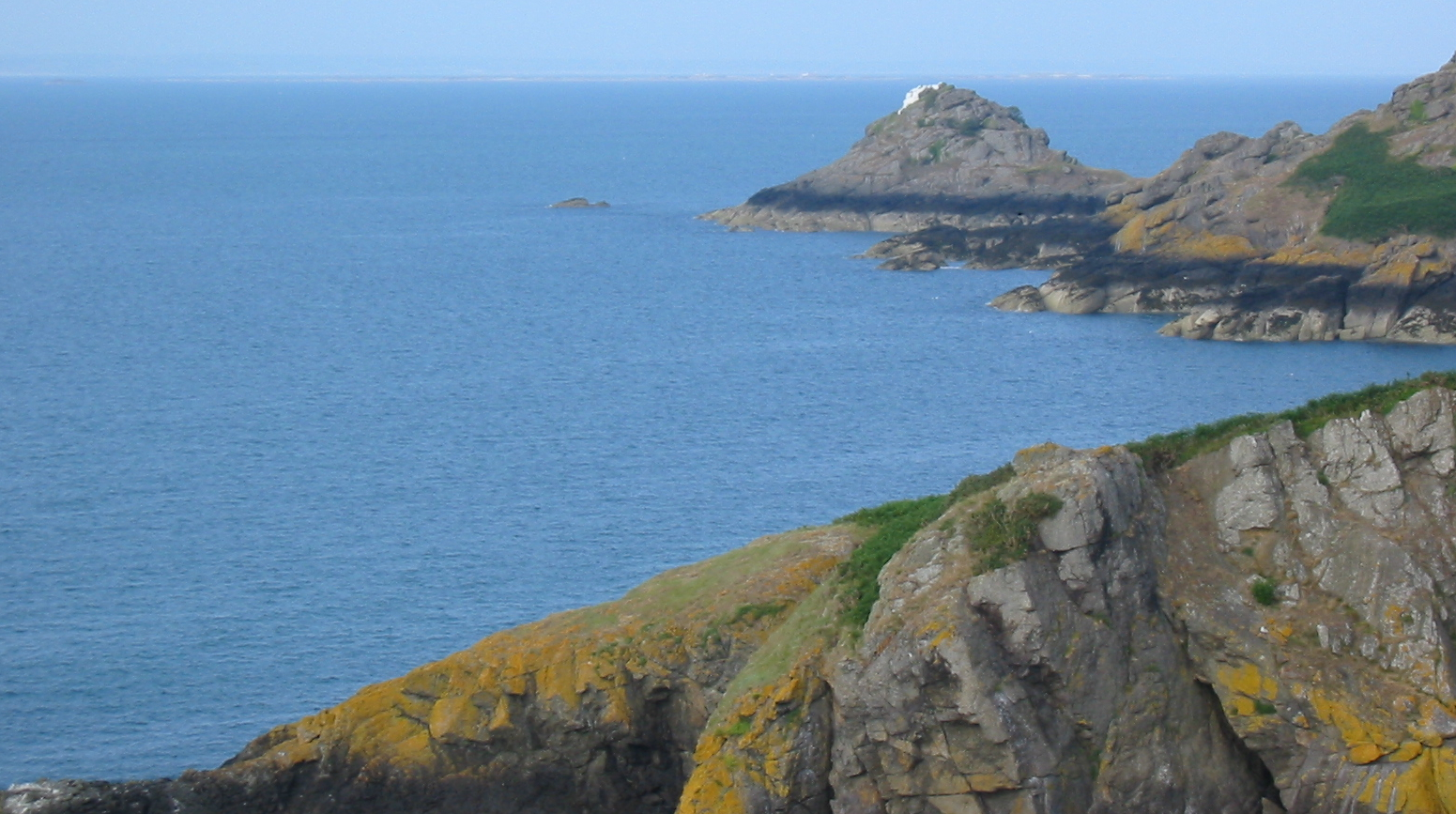
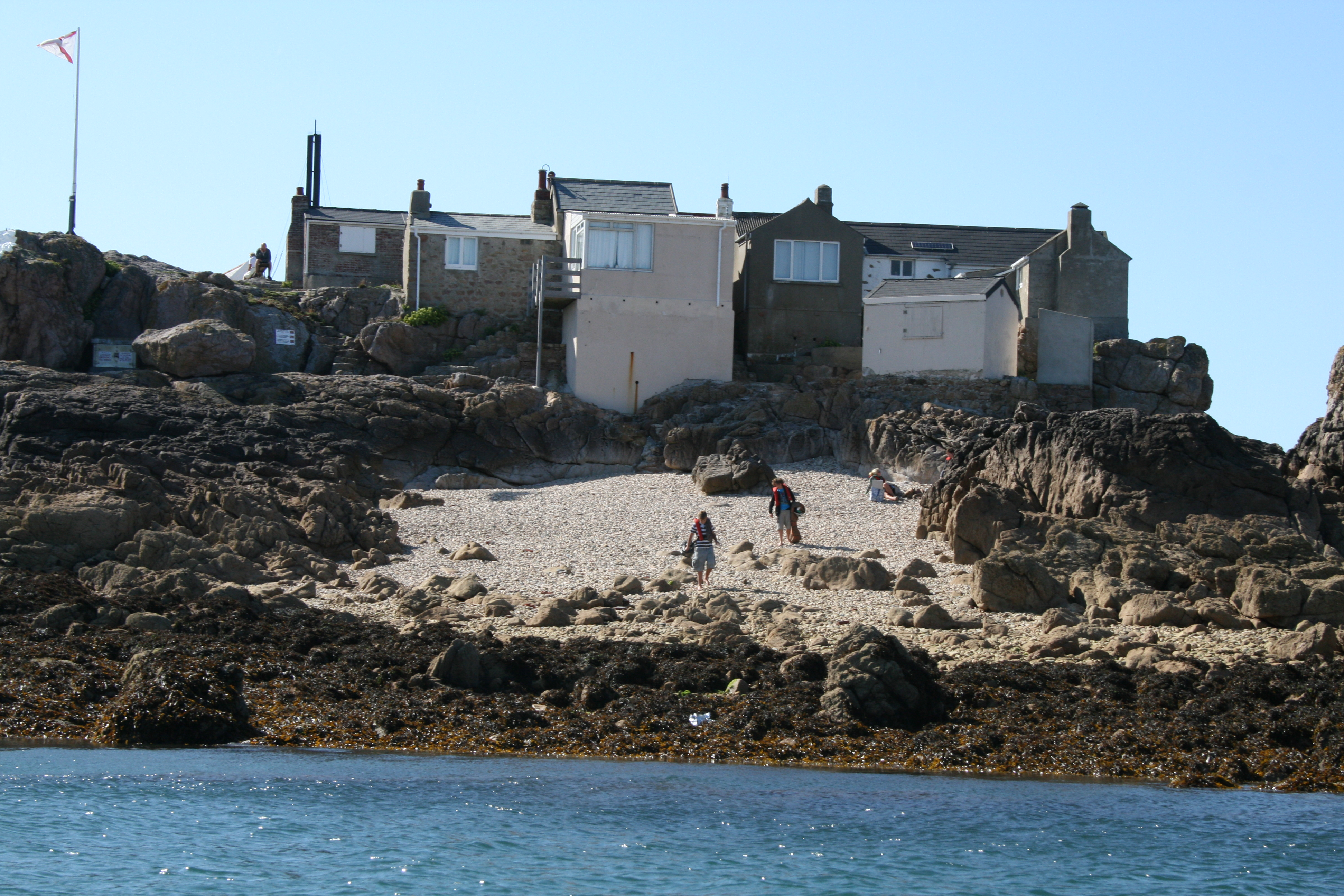